# Студенчица
Хондићи су насељено место у Босни и Херцеговини у општини Коњиц у Херцеговачко-неретванском кантону које административно припада Федерацији Босне и Херцеговине. Према попису становништва из 1991. у насељу је живјело 155 становника.

## Географија
Насеље се налази северозападно од Коњица.

## Становништво
По последњем службеном попису становништва из 1991. године, у насељу Студенчица живело је 155 становника. Већина становника су били Муслимани.
| Националност | 1991.        | 1981. | 1971. |
| Муслимани    | 147 (94,84%) |       |       |
| Хрвати       | 8 (5,16%)    |       |       |
| Укупно       | 155          |       |       |